# Conte di Cornovaglia
Il titolo di Conte di Cornovaglia (Earl of Cornwall) fu un titolo nobiliare della Paria d'Inghilterra creato molteplici volte fino al 1337, quando fu sostituito dal titolo di Duca di Cornovaglia, che divenne in seguito assegnato agli eredi legittimi al trono.

## Conte di Cornovaglia
- Condor di Cornovaglia 1066+ (attestato unicamente da William Worcester quattro secoli più tardi)

## Conti di Cornovaglia, I creazione (1068)
- Brian di Bretagna (circa 1040-1084 o 1085), cedette il titolo verso il 1072
- Roberto di Mortain (circa 1040–1090), conte circa dal 1075
- Guglielmo di Mortain (circa 1060/1074 – circa 1140), titolo soppresso nel 1104

## Conti di Cornovaglia, II creazione (1140)
- Alano detto il Nero, conte di Cornovaglia (morto nel 1146), privato del titolo nel 1141

## Conti di Cornovaglia, III creazione (1141)
- Rinaldo di Dunstanville, 1º Conte di Cornovaglia (morto nel 1175)

## Conti di Cornovaglia, IV creazione (1180)
- Baldwin, I conte di Cornovaglia (morto nel 1188)

## Conti di Cornovaglia, V creazione (1189)
- Giovanni, conte di Cornovaglia e di Gloucester (1167–1216), Parìa unita alla Corona nel 1199 quando Giovanni divenne re

## Conti di Cornovaglia, VI creazione (1217)
- Henry Fitz-Count, I conte di Cornovaglia (circa 1175–1222), abbandonò la Parìa nel 1220[1]

## Conti di Cornovaglia, VII creazione (1225)
- Riccardo, I conte di Cornovaglia dal 1225, re dei Romani (1209–1272)
- Edmondo Plantageneto, II conte di Cornovaglia (1249–1300)

## Conti di Cornovaglia, VIII creazione (1300)
- Tommaso, I conte di Cornovaglia (1300-1338)

## Conti di Cornovaglia, IX creazione (1307)
- Piers Gaveston, I conte di Cornovaglia (1284–1312)

## Conti di Cornovaglia, X creazione (1330)
- Giovanni Plantageneto, conte di Cornovaglia (1316–1336)